# 滝事件
滝事件（たきじけん）は、北朝鮮（朝鮮民主主義人民共和国）によるスパイ事件。1959年（昭和34年）7月31日摘発（検挙）。北朝鮮工作員が不法に日本に入国した事件である。密入国直後、工作員は列車内で逮捕された。

## 概要
鈴木久夫こと趙昌国は戦前の1932年（昭和7年）、父親の友人をたよって16歳で朝鮮半島から日本に渡り、東京都内の学校を卒業したのち店員や工員として働いていたが、太平洋戦争終結直後、家族とともに北朝鮮に引き揚げた。引き揚げ後は平壌直轄市近郊で工員として生活していた。1959年6月頃、北朝鮮当局は彼を工作員として召喚し、短期間のスパイ教育をほどこした。
趙昌国（当時42歳）は1959年7月31日、石川県羽咋市の滝漁港から密入国し、北陸鉄道能登線滝駅から列車に乗り、同線の終点羽咋駅で国鉄七尾線に乗り換えたものと推定される。趙昌国は金沢行きの列車に乗車していたところ、石川県警察の警官に職務質問され、密入国の疑いで逮捕された。逮捕は金沢駅に到着したところで行われた。
趙に与えられた任務は、
- 先行して潜入している工作員に乱数表・工作資金の手交
- 大阪市内における連絡用のアジトの確保
- 石川県下における密入国ポイントの調査

などであり、彼が携行していたのは、乱数表、工作資金、偽造された外国人登録証などであった。
趙昌国は、1959年11月9日、金沢地方裁判所において、出入国管理令（出入国管理及び難民認定法）・外国為替法（外国為替及び外国貿易法）および関税法違反、公文書偽造で懲役2年の判決を受けた。趙は1961年（昭和36年）、帰還船で北朝鮮に戻った。